# Agnieszka Kotlarska (aktorka)

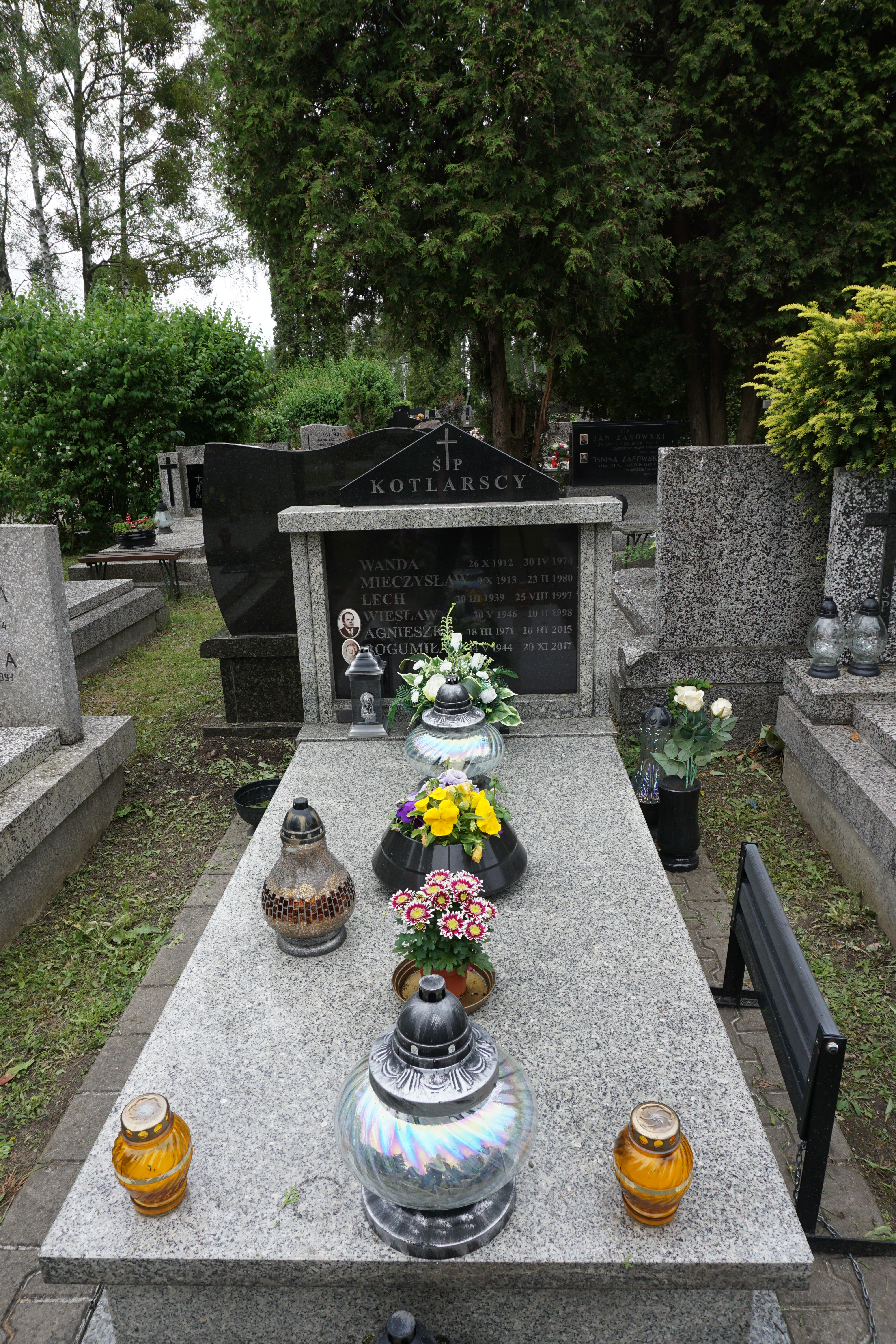
Grób Agnieszki Kotlarskiej na cmentarzu komunalnym Północnym

Agnieszka Kotlarska (ur. 18 marca 1971 w Pabianicach, zm. 10 marca 2015 w Warszawie) – polska aktorka teatralna i filmowa.

## Życiorys
Agnieszka Kotlarska była absolwentką LX Eksperymentalnego Liceum Ogólnokształcącego w Warszawie (obecnie LX Liceum Ogólnokształcące im. Wojciecha Górskiego). W 1994 ukończyła studia w Państwowej Wyższej Szkole Teatralnej w Warszawie, dyplom uzyskując dwa lata później. W latach 1994–2002 była aktorką Teatru Dramatycznego w Warszawie. Prowadziła zajęcia teatralne z dziećmi. Przed kamerami zadebiutowała w 1994 w serialu Waldemara Dzikiego „Bank nie z tej ziemi”.
W 2007 została odznaczona Srebrnym Medalem „Zasłużony Kulturze Gloria Artis”.
Zmarła wskutek choroby nowotworowej. Została pochowana 13 marca 2015 w rodzinnym grobie na cmentarzu Północnym w Warszawie.

## Filmografia
- 1993–1994: Bank nie z tej ziemi (odc. 12)
- 1994–1995: Fitness Club
- 1995: Pokuszenie
- 1997: Musisz żyć
- 1997: Klan jako Marysia Kowalczyk, żona Józka Sobolewicza
- 1998: 13 posterunek (odc. 37 i 41)
- 2000: 13 posterunek 2 (odc. 5, 28) m.in. jako prostytutka
- 2002–2008: Samo życie jako Okońska, położna na oddziale ginekologicznym-położniczym
- 2007: Barwy szczęścia (odc. 31) jako matka dziewczynki uratowanej przez Huberta
- 2008: Trzeci oficer jako pani sprzątająca
- 2008: Plebania (odc. 1081, 1082, 1083, 1084) jako matka Jasia
- 2009: U Pana Boga za miedzą jako Marina Chmiel
- 2011: Szpilki na Giewoncie jako kierowniczka domu wczasowego
- 2013: Przyjaciółki jako psycholog (odc. 17)
- 2013: Chce się żyć jako matka Anki

### Dubbing
- 1992: Żegnaj, Rockefeller jako Aneta Malinowska, rola Pauliny Heromińskiej
- 1993: Goodbye Rockefeller jako Aneta Malinowska, rola Pauliny Heromińskiej